# Mezokracja
Mezokracja – czwarty album Meza, zarazem jego debiut studyjny. Sygnowany był jako Mezo/Lajner w nawiązaniu do jego poprzedniego pseudonimu. Wydawnictwo ukazało się 22 maja 2003 roku nakładem wytwórni muzycznej UMC Records. Nagrania dotarły do 11. miejsca listy OLiS.
Album uzyskał nominację do nagrody polskiego przemysłu fonograficznego Fryderyka w kategorii "najlepszy album hip-hop".

## Lista utworów
Opracowano na podstawie materiału źródłowego.
1. "Mezokracja" (produkcja: Tabb, scratche: DJ Decks) – 4:23
2. "Pasja" (produkcja: Doniu) – 3:29
3. "Głosy" (produkcja: Tabb, gościnnie: Owal) – 4:08
4. "Rejs czwarty" (produkcja: Tabb, scratche: DJ Hen) – 4:30
5. "Aniele" (produkcja: Silent, gościnnie: Liber) – 4:01
6. "Dialog" (produkcja: Silent, gościnnie: Dominika) – 3:17
7. "Harmonia" (produkcja: Doniu, gościnnie: Pan Duże P) – 4:11
8. "Rapuj" (produkcja: Doniu) – 2:44
9. "Gładka arystokratka" (produkcja: Tabb, gościnnie: Dominika) – 3:55
10. "Żeby nie było" (produkcja: Doniu, gościnnie: Liber) – 3:51
11. "Na ostatnią chwilę" (produkcja: Kada, scratche: DJ Hen) – 4:20
12. "Wodzu prowadź" (produkcja: Doniu) – 3:59
13. "Może Ty?" (produkcja: Silent) – 3:21
14. "Mikrofonu muszkieter" (produkcja: Kada, scratche: DJ Hen) – 3:47
15. "Zbych" (produkcja: Silent, scratche: DJ Hen) – 3:56
16. "Ziewać mi się chcę" (produkcja: Tabb, gościnnie: Prezes) – 4:13
17. "Ekstradyska" (produkcja: Owal) – 3:43